# Nakijin
Nakijin (japanska: 今帰仁村?, Nakijin-son), okinawianska:Nachijin, är en landskommun (by) i Okinawa prefektur, Japan. 
Kommunen ligger på huvudön Okinawa, cirka 60 kilometer norr om Okinawas huvudort Naha. Gusuku-ruinen Nakijin-jō är en del av världsarvet Gusukuplatser och områden i kungadömet Ryukyu. 
´